# Mammouth de Choulans
Le mammouth de Choulans est un squelette de Mammouth découvert en 1859 près de la montée de Choulans — d'où son nom — à Lyon en France, à environ deux kilomètres du musée des Confluences actuel.
Il est exposé au musée des Confluences dans la salle 21 nommée origine les récits du monde.

## Découverte
Il est découvert le 28 octobre 1859 par Claude Jourdan près de la montée de Choulans et de la rue des Trois-Artichauts lors d'un chantier (le percement d'un tunnel ferroviaire).

## Conservation et exposition
Après sa découverte, les restes fossiles du mammouth sont conservés pendant 13 ans dans des caisses, stockées dans les caves du Musée Saint-Pierre, où ils sont exposés à l'humidité.
La tête est montée en premier et exposée au début des années 1870.
L'exposition de l'animal entier prendra du temps, car la réalisation de l'armature, constituée notamment de fer, de cuivre et de bois nécessaire à l'exposition du squelette, s'avère coûteuse (2 500F). Afin de mettre en valeur ce spécimen exceptionnel pour l'époque, Louis Lortet, directeur du muséum, créé la Société Lyonnaise des Amis des Sciences Naturelles pour lever des fonds. Grâce aux fonds récoltés, le mammouth complet est monté et exposé en 1872.
Le 21 juin 1874, à peine installé, un violent orage de grêle s'abat sur Lyon, provoquant l'explosion de la verrière située au-dessus du mammouth et endommageant l'ensemble de la collection ainsi que le mammouth lui-même.
En mars 1914, les collections du Musée Saint-Pierre sont transférées dans le bâtiment Guimet, dans la grande salle du Musée d'Histoire Naturelle de Lyon. Une fois de plus installé sous une verrière, le squelette de mammouth subit cette fois les variations de température estivales.
Pour éviter que le fossile soit irrémédiablement détruit par les bombardements, il est démonté pendant la Seconde Guerre mondiale, par mesure de précaution.
Le 27 août 1955, une fois de plus, c'est à cause d'un orage que la verrière éclate et que le ciel tombe sur la tête du fossile. En raison de cet orage, le musée reste fermé durant 7 ans pour effectuer des travaux de rénovation, et rouvre ses portes en 1962.
En 1963 une expertise est effectuée sur le mammouth, permettant de se rendre compte que ses défenses ont été montées à l'envers.
Le mammouth sera une fois encore démonté en 2002 pour être stocké au centre de conservation et d'étude des collections dans le 7eme arrondissement de Lyon.
Il sera remonté et exposé en 2014 dans l'exposition Origine, les récits du monde du musée des confluences.

## État actuel
D'après une expertise de 2011, le mammouth de Choulan est moins complet qu'il n'y paraît et seulement 27,6% des 708,65 kg du mammouth sont d'origine.
Les 72,4% restant sont constitués de divers matériaux comme du bois sculpté, du ciment, du plâtre, de la terre cuite ou encore du papier mâché.

## Caractérisation
Il est l'un des représentants d'une nouvelle espèce, Mammuthus intermedius, intermédiaire entre le mammouth laineux (Mammuthus primigenius) et l'éléphant méridional (Mammuthus meridionalis) ayant vécu au quaternaire.